# 瓦拉利山

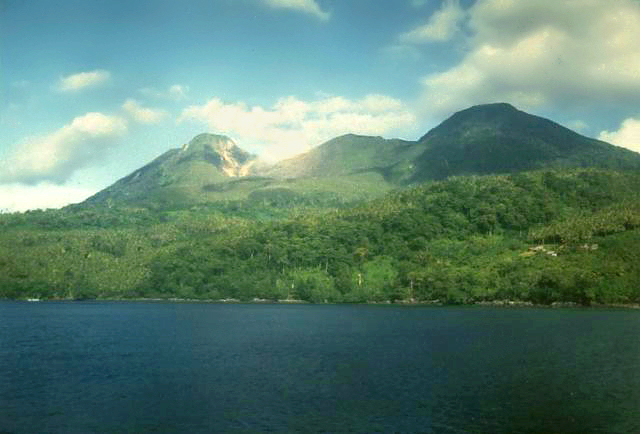
瓦拉利山

瓦拉利山（Wurlali）也叫达马尔山（Damar）是一座在班达弧系统达马尔岛上的安山岩复式火山。在双峰火山口和山体东南拱侧翼的火山喷气孔发现有硫矿床活动。
瓦拉利山是班达弧历史上最活跃的火山，最后一次喷发于1892年。
1993年，瓦拉利山发生地震、山体滑坡，伴随火山口中冒烟，四千居民因此被疏散。2003年1月23日，靠近火山的西南海滩发生了6.1级地震。